# Ein Leben für den Frieden – Papst Johannes XXIII.
Ein Leben für den Frieden – Papst Johannes XXIII. ist ein deutsch-italienischer Fernsehfilm aus dem Jahr 2002, der Papst Johannes XXIII. zum Thema hat.

## Handlung
Als im Jahr 1958 die Nachricht vom Tod von Papst Pius XII. in Venedig eintrifft, bricht Patriarch Angelo Roncalli zum Konklave nach Rom auf. Nach Meinung der Kardinäle muss der neue Papst auch auf die orthodoxe Kirche im Osten eingehen können; unter der Hand wird Roncalli als Kandidat gehandelt. Roncalli selbst ist der Meinung, der Frieden solle dem neuen Papst am Herzen liegen.
Um die Spaltung der italienischen Kardinäle durch die französischen aufzulösen, bringt Ottaviani als Übergangspapst Angelo Roncalli ins Spiel, der im elften Wahlgang zu dessen eigener Überraschung schließlich auch gewählt wird. Roncalli gibt sich den Papstnamen Johannes XXIII. und bringt entgegen den Erwartungen schon zu Beginn seines Pontifikats erste Neuerungen auf den Weg.
Johannes XXIII. sieht sich mit einer ersten Bewährungsprobe konfrontiert, als viele Menschen die Gebiete des Ostblocks verlassen und daher der Bau der Berliner Mauer kurz bevorsteht. Als eine Nachricht vom in der Sowjetunion inhaftierten Monsignore Jossyf Slipyj eintrifft, tritt Johannes XXIII. entgegen der Skepsis der Kardinäle für den Dialog mit den Sowjets ein. Der neue Papst hält die erste Ansprache im Fernsehen und besucht zu Weihnachten die Kinderstation eines Krankenhauses. Er ernennt Giovanni Battista Montini, Erzbischof von Mailand, der allgemein als zu fortschrittlich angesehen wird, sowie den ersten Afrikaner und einen Japaner zu Kardinälen.
Zur Überraschung der Kardinäle verkündet Johannes XXIII., zur Erneuerung der Kirche ein großes Konzil eröffnen zu wollen. Während die Kardinäle erneut skeptisch reagieren, bekommt der Papst für dieses Vorhaben erste zustimmende Reaktionen sowie Themenwünsche von den Bischöfen. Im Vorfeld des Konzils wird zum ersten Mal nach 400 Jahren das Oberhaupt der anglikanischen Kirche im Vatikan empfangen. Nach anfänglichen Zweifeln gelangt auch Kardinal Tardini zu der Überzeugung, dass die Idee des Konzils richtig war, doch stirbt er wenig später.
Zu Beginn des Konzils hat Johannes XXIII. mit ersten gesundheitlichen Problemen zu kämpfen; sein Arzt verheimlicht ihm jedoch den Ernst der Lage. Als während der Kubakrise sich beide Seiten – Kennedy und Chruschtschow – bereit erklären, nachzugeben, wenn der andere nachgibt, verkündet der Papst gegen die Bedenken der Kardinäle, aber erfolgreich, eine Botschaft des Friedens. Chruschtschow verkündet, Monsignore Slipyi freizulassen. Unter dem Eindruck der Geschehnisse veröffentlicht Johannes XXIII. seine letzte Enzyklika Pacem in terris über den Frieden.
Inzwischen besteht kein medizinischer Zweifel mehr, dass Johannes XXIII. an Magenkrebs erkrankt ist und nur noch wenige Wochen zu leben hat. Kardinal Ottaviani bittet den im Sterben liegenden Papst um Vergebung für seine Opposition. Johannes XXIII. stirbt am 3. Juni 1963.

## Kritiken
„Das opulent ausgestattete Biopic ist geprägt von der Faszination, die von seinem Protagonisten ausging, und erweist sich als gelungener Versuch, diese faszinierende Persönlichkeit des vergangenen Jahrhunderts nahezubringen. Der unterhaltsame und bewegende (Fernseh-)Film vermittelt zudem auf spannende Weise Informationen über eine für die Politik und die katholische Kirche bewegte Zeit, ohne dabei theatralisch, pathetisch oder gar kitschig zu werden.“